# Gotyk (film)
Gotyk (tytuł oryg. Gothic) – brytyjski film fabularny z 1986 roku, wyreżyserowany przez Kena Russella. Jest to fikcyjna opowieść oparta na słynnej wizycie Mary Shelley w posiadłości George’a Gordona Byrona nad Jeziorem Genewskim. Podczas tych odwiedzin Shelley napisała Frankensteina.

## Obsada
- Gabriel Byrne − Lord Byron
- Natasha Richardson − Mary Shelley
- Julian Sands − Percy Bysshe Shelley
- Timothy Spall − dr. John William Polidori
- Myriam Cyr − Claire Clairmont
- Dexter Fletcher − Rushton
- Alec Mango − Murray
- Andreas Wisniewski − Fletcher